# Кубок Греції з футболу 2006—2007
Кубок Греції з футболу 2006—2007 — 65-й розіграш кубкового футбольного турніру в Греції. Титул вдруге здобула Лариса.

## Календар
| Раунд        | Дата                           | Матчі | Клуби   |
| ------------ | ------------------------------ | ----- | ------- |
| Перший раунд | 26-30 серпня 2006              | 17    | 67 → 50 |
| Другий раунд | 20 вересня 2006                | 16    | 50 → 34 |
| Третій раунд | 11 жовтня 2006                 | 2     | 34 → 32 |
| 1/16 фіналу  | 7-15 листопада 2006            | 16    | 32 → 16 |
| 1/8 фіналу   | 19 грудня 2006 - 11 січня 2007 | 16    | 16 → 8  |
| 1/4 фіналу   | 17-31 січня 2007               | 8     | 8 → 4   |
| 1/2 фіналу   | 28 лютого - 18 квітня 2007     | 4     | 4 → 2   |
| Фінал        | 5 травня 2007                  | 1     | 2 → 1   |

## 1/16 фіналу
| Команда 1                  | Рахунок      | Команда 2           |
| -------------------------- | ------------ | ------------------- |
| 7 листопада 2006           |              |                     |
| Панетолікос (3)            | 1:2          | ОФІ                 |
| Пансерраїкос (2)           | 0:1          | ПАОК                |
| 8 листопада 2006           |              |                     |
| Пантракікос (2)            | 1:3          | Лариса              |
| Трасивулос (2)             | 0:1          | Панатінаїкос        |
| Астерас (Триполі) (2)      | 0:1          | Шкода Ксанті        |
| АСК Олімпіакос (Волос) (4) | 0:1          | Іракліс             |
| Атсаленіос (3)             | 0:2          | Олімпіакос (Пірей)  |
| Пієрікос (3)               | 2:2 пен. 3:4 | Керкіра             |
| Аіолікос (3)               | 2:2 пен. 3:4 | Ерготеліс           |
| 9 листопада 2006           |              |                     |
| Хаїдарі (2)                | 0:0 пен. 5:4 | АЕК                 |
| Агротікос (Астерас) (2)    | 2:3 дч       | Іонікос             |
| Паніліакос (3)             | 1:2          | Паніоніос           |
| Левадіакос (2)             | 0:1          | Аполлон (Каламарія) |
| Ілісіакос (2)              | 1:1 пен. 5:3 | Атромітос (Афіни)   |
| 15 листопада 2006          |              |                     |
| Нікі (Волос) (2)           | 2:0 дч       | Аріс                |
| ПАС Яніна (2)              | 2:0          | Егалео              |

## 1/8 фіналу
| Команда 1                    | Заг.         | Команда 2           | 1-й матч | 2-й матч |
| ---------------------------- | ------------ | ------------------- | -------- | -------- |
| 19 грудня 2006/10 січня 2007 |              |                     |          |          |
| Хаїдарі (2)                  | 1:3          | Олімпіакос (Пірей)  | 1:3      | 0:0      |
| Іракліс                      | 1:3          | ПАС Яніна (2)       | 1:1      | 0:2      |
| 20 грудня 2006/10 січня 2007 |              |                     |          |          |
| Нікі (Волос) (2)             | 0:1          | Ілісіакос (2)       | 0:1      | 0:0      |
| Панатінаїкос                 | 1:1 пен. 4:3 | Аполлон (Каламарія) | 0:0      | 1:1 дч   |
| Паніоніос                    | 0:1          | Шкода Ксанті        | 0:1      | 0:0      |
| 21 грудня 2006/10 січня 2007 |              |                     |          |          |
| ПАОК                         | 1:0          | Ерготеліс           | 1:0      | 0:0      |
| 21 грудня 2006/11 січня 2007 |              |                     |          |          |
| ОФІ                          | 2:4          | Лариса              | 1:1      | 1:3      |
| Керкіра                      | 2:1          | Іонікос             | 0:0      | 2:1      |

## 1/4 фіналу
| Команда 1        | Заг. | Команда 2          | 1-й матч | 2-й матч |
| ---------------- | ---- | ------------------ | -------- | -------- |
| 17/31 січня 2007 |      |                    |          |          |
| ПАС Яніна (2)    | 3:2  | Олімпіакос (Пірей) | 2:0      | 1:2 дч   |
| Ілісіакос (2)    | 0:3  | Шкода Ксанті       | 0:2      | 0:1      |
| ПАОК             | 3:4  | Панатінаїкос       | 2:1      | 1:3 дч   |
| 24/31 січня 2007 |      |                    |          |          |
| Керкіра          | 0:2  | Лариса             | 0:0      | 0:2      |

## 1/2 фіналу
| Команда 1                 | Заг. | Команда 2     | 1-й матч | 2-й матч |
| ------------------------- | ---- | ------------- | -------- | -------- |
| 28 лютого/18 квітня 2007  |      |               |          |          |
| Панатінаїкос              | 1:0  | Шкода Ксанті  | 0:0      | 1:0      |
| 14 березня/18 квітня 2007 |      |               |          |          |
| Лариса                    | 4:0  | ПАС Яніна (2) | 2:0      | 2:0      |

## Фінал
| 5 травня 2007 |

| Панатінаїкос           | 1:2      | Лариса              |
| ---------------------- | -------- | ------------------- |
| Пападопулос 44' (пен.) | Протокол | Кожлей 3' Антшо 82' |

| Пантессаліко, Волос Глядачів: 18 111 Арбітр: Кірос Вассарас |